# Alexander Reichel (Tennisspieler)
Alexander „Alex“ Reichel (* 3. März 1971 in Los Angeles, Kalifornien) ist ein ehemaliger US-amerikanischer Tennisspieler.

## Karriere
Die ersten Tennisturniere der Profis spielte Reichel 1990, als er das erste Mal in die Top 500 der Weltrangliste einzog. Er war hauptsächlich bei Futures bzw. deren Vorgängern, den Satellites aktiv. 1991 folgten die ersten Auftritt auf den höher dotierten Challenger und ATP Tours. In Nagoya erreichte er das erste Challenger-Viertelfinale, während er bei seiner ATP-Tour-Premiere in Newport die erste Runde überstand und anschließend Jacco Eltingh unterlag. Nach einem schwächeren Jahr 1992, in dem er aus den Top 500 fiel, wurde 1993 eines der besten in der Karriere von Reichel. Mit Mark Woodforde besiegte er die Nummer 21 der Welt, nachdem dieser im zweiten Satz aufgeben musste, beim ATP-Event in Durban. Das erste und einzige Mal stand er nach einem weiteren Sieg über Filip Dewulf auf der ATP Tour in einem Viertelfinale. Nach zwei weiteren Challenger-Viertelfinals stand Reichel Ende des Jahres auf Platz 240.
Erneut folgten zwei schwächere Jahre, auf denen Reichel hauptsächlich bei Satellites aktiv war. 1996 gelang die Trendumkehr und das beste Jahr seiner Karriere. Er überzeugte vor allem bei Challengers, wo er in Indian Wells und West Bloomfield zweimal in Folge das Halbfinale erreichte. Wenig später schied er auch in Aptos Mitte des Jahres aus. Kurz vor Jahresende, im mexikanischen Puebla, ging er noch einen Schritt weiter und stand im Finale, in dem er Alejandro Hernández unterlag. Im August des Jahres 1996 stieg er damit auf Platz 204 in der Weltrangliste auf, sein Karrierehoch. Im folgenden Jahr war er dadurch für die Qualifikation zu Grand-Slam-Turnieren spielberechtigt. Bei allen vier versuchte er es 1997. Beim ersten Major des Jahres qualifizierte er sich durch drei Siege und traf in der ersten Runde auf den Österreicher Gilbert Schaller, der ihn in drei Sätzen besiegte, bei den anderen drei schied er spätestens in der zweiten Runde aus. Weitere Erfolge in diesem Jahr waren die Halbfinalteilnahme in Bronx sowie sein erster Satellite-Titel.
Ab 1998 blieb Reichel bei den größeren Turnieren erfolglos und musste wieder Futures spielen. Im Jahr 2000 nahm er verletzungsbedingt nur an einem Turnier teil, 2001 kehrte er erst im Oktober auf die Tour zurück. In der Rangliste war er dadurch ab 2000 nicht mehr unter den Top 1000 vertreten. Erst 2005 schaffte er den Wiedereintritt, nachdem er ein Future-Halbfinale erreicht hatte. Allerdings zog er danach in kein weiteres Halbfinale mehr ein. Beim ATP-Turnier in Houston 2008 rückte Reichel mit Chris Wettengel zusammen als Ersatzpaar ins Hauptfeld des Doppels. Die Niederlage in der ersten Runde markierte das letzte Profiturnier seiner Karriere.